# Полдень: Дело о демонстрации 25 августа 1968 года на Красной площади
«Полдень: Дело о демонстрации 25 августа 1968 года на Красной площади» — документальная книга советской поэтессы и правозащитницы Натальи Горбаневской о демонстрации на Красной площади против ввода войск Варшавского договора в Чехословакию и хроника связанных с ней событий и последствий для участников демонстрации. В полдень 25 августа 1968 года на Красной площади группа из восьми советских диссидентов, включая саму Горбаневскую, устроила мирную сидячую демонстрацию с плакатами, выражающими протест против советской военной агрессии и поддержку народу Чехословакии.
Книга включает хронику событий на Красной площади, арест демонстрантов, свидетельства очевидцев, записи судебных заседаний и воспоминания автора и современников, что делает книгу важным свидетельством знакового события в истории диссидентского движения в СССР. В отличие от других демонстрантов, Горбаневская не была заключена под стражу непосредственно после демонстрации и, оставаясь на свободе, собрала все доступные материалы и записи, чтобы дать максимально объективный и полный отчёт о судебном процессе, который последовал за арестом. Созданная на основе личных воспоминаний, записей очевидцев и материалов самиздата, книга документирует исторический контекст Пражской весны, реакцию части советского общества на военную агрессию и использование судебной системы и психиатрии для подавления инакомыслия в СССР.
Работа над «Полднем» велась в течение года после демонстрации и была окончена к годовщине ввода войск в ЧССР. Впервые опубликованная в 1970 году в немецком эмигрантском издательстве «Посев», в СССР книга распространялась только в самиздате. Лишь в 2007 году она вышла отдельным изданием в России с авторским предисловием, комментариями и приложениями. Переведённая на несколько языков, в Чехии книга была опубликована только в 2012 году.
Книга получила высокую оценку рецензентов за объективность и глубокую реконструкцию событий, сопутствующих демонстрации 25 августа 1968 года. По мнению некоторых из них, работа Горбаневской предвосхитила социологические исследования протестных акций, которые появились в будущем. Оценивая книгу с описанным в ней судебным процессом, критики усмотрели параллели между брежневским временем и современной им Россией конца 2000-х годов, и обратили внимание на предупреждение о цикличности репрессий и сохраняющейся уязвимости гражданских свобод.

## Демонстрация

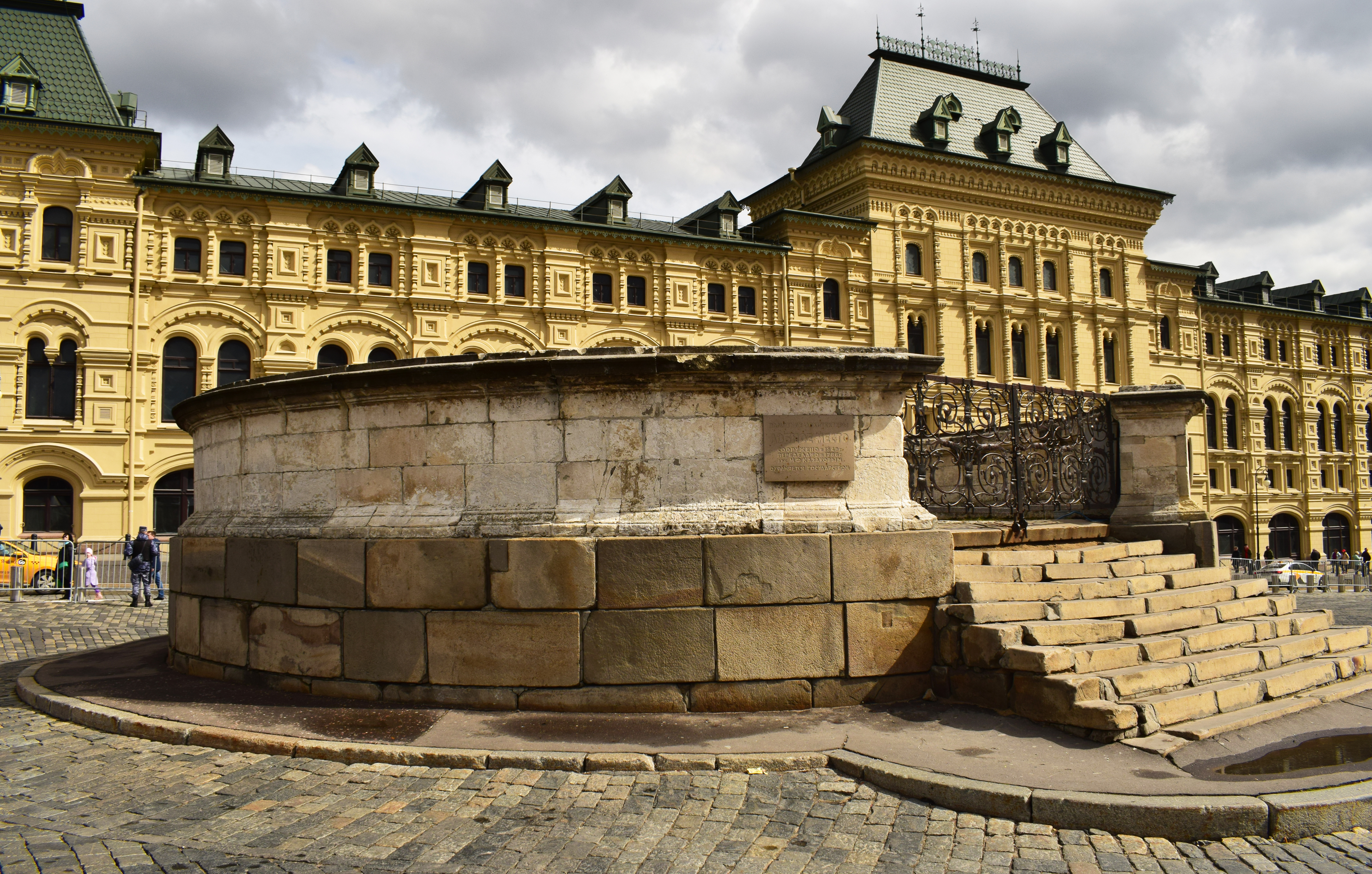
Лобное место, на бордюре у которого сидели демонстранты

Ввод войск стран Варшавского договора в Чехословакию 21 августа 1968 года стал кульминацией Пражской весны — периода политических и экономических реформ, начатых в начале 1968 года под руководством первого секретаря ЦК КПЧ Александра Дубчека. Эти реформы предполагали либерализацию политической системы, расширение гражданских свобод и движение к созданию «социализма с человеческим лицом». 
Однако попытки реформ вызвали обеспокоенность среди лидеров других социалистических стран Восточного блока, особенно в СССР, так как демократизация ЧССР грозила расколом Восточного блока. В ответ на политику ЧССР страны Варшавского договора (СССР, Польша, Венгрия, Болгария и ГДР) приняли решение о вводе войск в Чехословакию с целью подавить реформаторское движение и вернуть страну под контроль жёсткой социалистической политики. Операция, также известная как «Дунай», привела к оккупации страны, аресту лидеров реформ и концу Пражской весны.
В ответ на советскую военную агрессию 25 августа в 12:00 на Красной площади в Москве состоялась мирная акция протеста. Выразить своё осуждение и несогласие действиям советского руководства вышли 8 человек: Константин Бабицкий, Татьяна Баева, Лариса Богораз, Наталья Горбаневская, Вадим Делоне, Владимир Дремлюга, Павел Литвинов и Виктор Файнберг. Демонстранты молча сели на бордюр у Лобного места и развернули плакаты, осуждающие военную интервенцию и поддерживающие независимость Чехословакии.
Демонстрация длилась всего несколько минут, так как участники быстро были задержаны людьми в штатском. Плакаты у демонстрантов были отобраны и разорваны, некоторых митингующих избивали. Подъехавшие автомобили отвезли задержанных в отделение милиции. Избежать наказания удалось лишь Татьяне Баевой, остальных протестовавших ждали судебные процессы, тюремные сроки, ссылки и психбольницы. Наталья Горбаневская не была подсудимой осенью 1968 года, что позволило ей составить и опубликовать книгу «Полдень» как подробное свидетельство о демонстрации и судебном процессе над её участниками. На момент первой публикации книги в 1970 году, Горбаневская уже была не на свободе.

## Создание

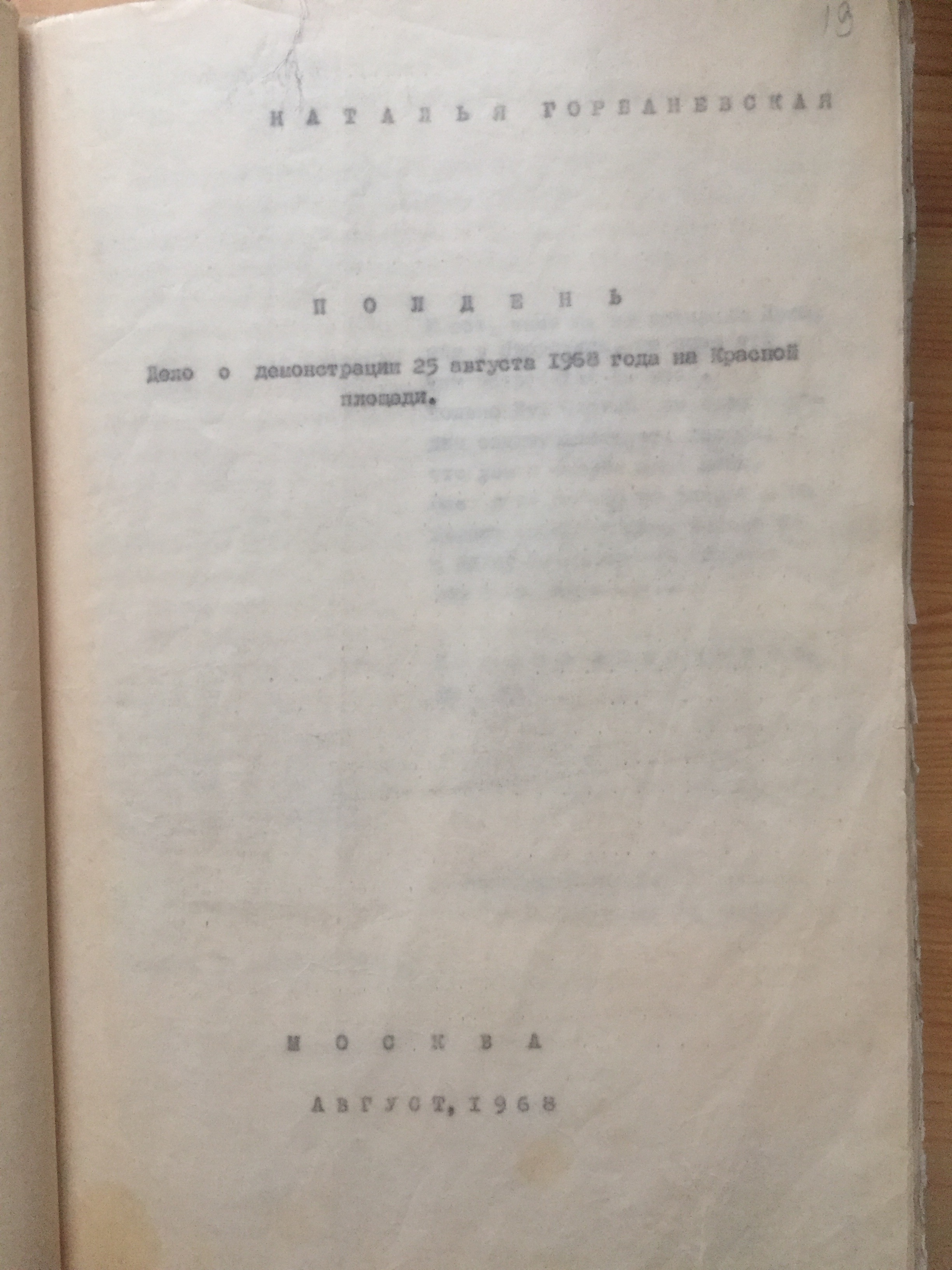
Самиздатская машинопись «Полдня». Подписано августом 1968 года

Наталья Горбаневская приступила к составлению документальной книги о происходящих событиях практически сразу после демонстрации на Красной площади, эта работа длилась около года. Написание началось с обработки последних слов демонстрантов в суде и защитительной речи Ларисы Богораз. Это удалось сделать благодаря записям многих родственников, допущенных в зал суда, среди которых в качестве двоюродных сестры и брата Богораз проходили Людмила Алексеева и Михаил Бурас.
В предисловии к русскому изданию Горбаневская описывает, как большая компания, сидя у печатной машинки в квартире биолога Марии Рубиной в Телеграфном переулке, восстанавливала события из зала суда. По признанию автора книги, сложнее других было восстановить последнее слово Павла Литвина, которое пришлось литературно обработать самой Горбаневской и этот вариант был одобрен присутствовавшими в суде. Последние слова и речь Ларисы Богораз начали распространяться в самиздате уже через 2–3 дня после суда.
21 августа 1969 года, в годовщину вторжения войск в ЧССР, работа над составлением книги была завершена.

## Содержание
Книга разделена на 4 части, каждая из которых описывает отдельные события, вместе составляющие картину произошедшего и последствия для участников демонстрации.
«Полдень» начинается эпиграфом с библейской цитатой из «Деяний святых апостолов»:

И вот, ныне я, по влечению Духа, иду в Иерусалим, не зная, что там встретится со мною. Только Дух Святый по всем городам свидетельствует, говоря, что узы и скорби ждут меня. Но я ни на что не взираю и не дорожу своею жизнью, только бы с радостью совершить поприще моё и служение…
— Деян. 20:22—24
Пролог книги содержит сообщения из чехословацкой и советской прессы, в частности обращения Президиума ЦК КПЧ, пражского горкома КП, Чехословацкого комитета защиты мира, делегатов XIV чрезвычайного съезда КПЧ, а также заявление ТАСС от 21 августа 1968 года в «Правде» и многочисленные газетные сообщения советских рабочих о поддержке советской интервенции в «Правде», «Комсомольcкой правде» и «Известиях».
Первая часть книги озаглавлена «Красная площадь», она подробно рассказывает о самой демонстрации в полдень 25 августа. «Запись очевидца демонстрации», открывающая эту часть, была написана переводчиком Александром Самбором, ставшим свидетелем произошедшего. Далее следуют воспоминания Натальи Горбаневской и Татьяны Баевой, оставшихся на свободе после демонстрации.
Вторая часть, «Дело о нарушении общественного порядка» описывает дознания, обыски, психэкспертизу и следствие над демонстрантами. Последний раздел главы — письмо «Кого и за что судят в московском городском суде в среду 9 октября 1968 г.», подписанное Ильёй Габаем, Александром Капланом, Петром Григоренко, Надеждой Емелькиной, Алексеем Костериным, Иваном Рудаковым и Петром Якиром.
Третья часть, озаглавленная «Шемякин суд», — самый большой раздел книги, занимающий около двух третей всего текста. На десятках страниц подробно восстановлен ход трёхдневного судебного заседания над пятью демонстрантами с допросами свидетелей, речами прокурора и адвокатов, защитительной речью Богораз и последними словами подсудимых. Заседание проходили с 9 по 11 октября 1968 года в здании народного суда Пролетарского района Москвы на Серебрянической набережной, 15. Сотни страниц книги воссоздают допросы подсудимых и их ходатайства, допросы свидетелей, речь прокурора и защитительные речи адвокатов Дины Каминской, Софьи Калистратовой, Юрия Поздеева, Николая Монахова, Ларисы Богораз (защищавшей саму себя) и последние слова подсудимых.
Помимо расшифровок непосредственно из зала суда, эта часть книги даёт более полное представление о сопутствующих суду событиях, включая в себя письмо Брежневу, Косыгину и Подгорному с требованием приостановить закрытое ведение суда и перенести заседание в другое помещение, способное вместить достаточно желающих и убрать из зала и подступов к нему агентов КГБ; это открытое письмо, предложенное Петром Григоренко, подписали 56 человек, собравшихся у зала суда, но не попавшие на процесс. Здесь же приводится рассказ анонима, рабочего и члена партии, которого с коллегами централизованно направили на суд. Очерк «У закрытых дверей открытого суда» Ильи Габая рассказывает о трёх днях, проведённых им и его единомышленниками у ворот суда Пролетарского района. Габай подробно описывает действия провокаторов, привезённых к суду и пытавшихся спровоцировать собравшихся, обнаруженный в соседнем дворе стол с выпивкой, вскрытую машину с цветами для адвокатов и бездействие милиции. Сама Горбаневская позже оценила кинематографичность этой истории. Третья часть содержит ещё несколько свидетельств происходящего в те дни, воспоминания самой Горбаневской и речи адвокатов на кассационном процессе в Верховном суде РСФСР 19 ноября 1968 года.
Четвёртая и последняя часть книги посвящена судьбе Виктора Файнберга — участника демонстрации, признанного невменяемым и не участвовавшем в судебном процессе с остальными обвиняемыми. Рассказывая читателю об использовании психиатрии в политических целях, автор книги включает в эту часть фрагмент из «Хроники текущих событий» и статью Петра Григоренко «О специальных психиатрических больницах („дурдомах“)», написанную им по просьбе Горбаневской незадолго до его ареста.
В эпилог книги вынесены выдержки из «Хроники текущих событий», касающиеся случаев протеста граждан СССР против вторжения в Чехословакию, и последствий для них. В качестве заключительного текста использовано письмо Анатолия Якобсона о демонстрации, в котором он пишет, что «семеро демонстрантов безусловно спасли честь советского народа».

## Отзывы
По мнению социолога Виктора Воронкова, «Полдень» представляет собой «не просто описание, а результат социологического исследования, реконструирующего событие методом триангуляции». Он отмечает, что Горбаневская старается быть объективной и называет её пионером в области социологических исследований протестных акций, не существовавших на момент создания книги. Рецензент особо выделяет третью часть, содержащую реконструированную стенограмму судебного процесса. В целом же в своей рецензии Воронков усматривает много параллелей судебного процесса 1968 года и современной ему России спустя 40 лет после описанных в книге событий: «Многие современные общественные практики уж слишком напоминают советские практики брежневского времени, описанные в книге». Запись суда и сама Горбаневская назвала самой интересной частью своей книги, как и Воронков, проводя параллели с «басманным правосудием». С ними соглашается и литературный критик Роман Арбитман, приводя в пример описанную в книге речь прокурора как замечательный образчик советского новояза. В своей рецензии Арбитман признаёт, что книга становится «чертовски актуальной» и «выглядит не только воспоминанием о прошлом, но, увы, и предупреждением на будущее». 
Участник диссидентского движения Анатолий Краснов-Левитан описал свои впечатления от описанных в книге знакомых, по его словам, он одновременно узнал и не узнал их, потому что «во всем, что они говорят, чувствуется особая просветленность — катарсис». Ссылаясь на описанный судебный процесс, Краснов-Литвин высоко оценивает адвокатов подсудимых, считая, что «защита здесь по своему мужеству, яркости, адвокатскому мастерству достойна занять почётное место в истории русского суда».
Григорий Дашевский в своей статье «Недомрамор», рассказывая о «Полдне» и автобиографической книге «И возвращается ветер…» Владимира Буковского, размышляет о «чувстве странной промежуточности» во время чтения этих книг: «И когда-то, читая эти книги в сам- и тамиздате, действительно казалось, что как только их перестанут запрещать, а за их распространение сажать, то их объявят обязательным чтением, а школьников заставят учить наизусть последнее слово на суде Ларисы Богораз или Владимира Дремлюги». Думая о том, что эти книги не получили хрестоматийного статуса, а их авторы не признаны героями, Дашевский приходит к неутешительному выводу, что «от несвободы мы перешли не к свободе, а ко сну, или к полусну».

## Публикации
Впервые на русском языке книга была опубликована в 1970 году в немецком иммигрантском издательстве «Посев» во Франкфурте-на-Майне. Чтобы быть опубликованной на Западе, книга проделала непростой путь. В сентябре 1969 года «Полдень» Горбаневской вместе с воспоминаниями Надежды Мандельштам в виде микрофильмов были вывезены в Чехословакию сотрудницей рекламного отдела Центрального кинопроката Яной Клусаковой. Там она передала микрофильмы в коробке из под конфет документалисту Яну Шпату, который перевёз их в ФРГ и там передал посылку известному книготорговцу Адальберту Нейманису, от которого микрофильмы попали в издательство «Посев».
В 2006 году книга была вышла в Польше, притом что перевод на польский выполнялся подпольно и был готов ещё в 1990 году, а спустя 16 лет книга была опубликована при поддержке «Польско-Чехословацкой Солидарности».
В России «Полдень» долго не печатался. В 2005 году в № 6 литературного журнала «Урал» были опубликованы отрывки из «Полдня». В 2007 году отдельным изданием книга была впервые напечатана в России в «Новом издательстве». Это первое российское издание готовила сама Наталья Горбаневская, снабдив его предисловием, комментариями и приложениями. Издание 2017 года было дополнено предисловием Людмилы Улицкой и документами о репрессиях, которым подверглась сама Горбаневская в 1969—1972 годах, а также её письмами к матери из тюрем и психиатрических больниц.
Книга о демонстрации против вторжения в ЧССР долгое время не публиковалась на чешском языке, что расстраивало автора. Ещё в 1990 году в трёх номерах чешского журнала «Литерарни новины» (№ 21-23) под названием «Закон» печатались отрывки из книги, которые перевёл на чешский и снабдил комментариями русист Томаш Кафка. Будучи переведённой на чешский ещё в 1990 году, книга долго не могла найти издателя. Благодаря активному участию русиста Штепана Черноушека и сотрудничеству Института изучения тоталитарных режимов с издательством Torst, книга была напечатана в Чехии в 2012 году. Сама Горбаневская историю с долгой непубликацией «Полдня» на чешском назвала кафкианской.

## Издания
- Горбаневская Н. Е. Полдень: Дело о демонстрации 25 августа 1968 года на Красной площади. — Frankfurt am Main: Посев, 1970. — 501 с.
- Natalia Gorbanevskaya. Red Square at noon. — André Deutsch Ltd, 1972. — 288 p. — ISBN 0-03-085990-5.
- Горбаневская Н. Е. Полдень: Дело о демонстрации 25 августа 1968 года на Красной площади. — М.: Новое издательство, 2007. — 340 с. — (Свободный человек). — ISBN 978-5-98379-091-9.
- Gorbaněvská N. Poledne (чешск.). — Praha: Torst, 2012. — 308 p. — ISBN 978-80-7215-442-5.
- Горбаневская Н. Е. Полдень: Дело о демонстрации 25 августа 1968 года на Красной площади. — М.: Новое издательство, 2017. — 400 с. — (Новая история). — ISBN 978-5-98379-210-4.